# エムズシティ知立 ザ・タワー

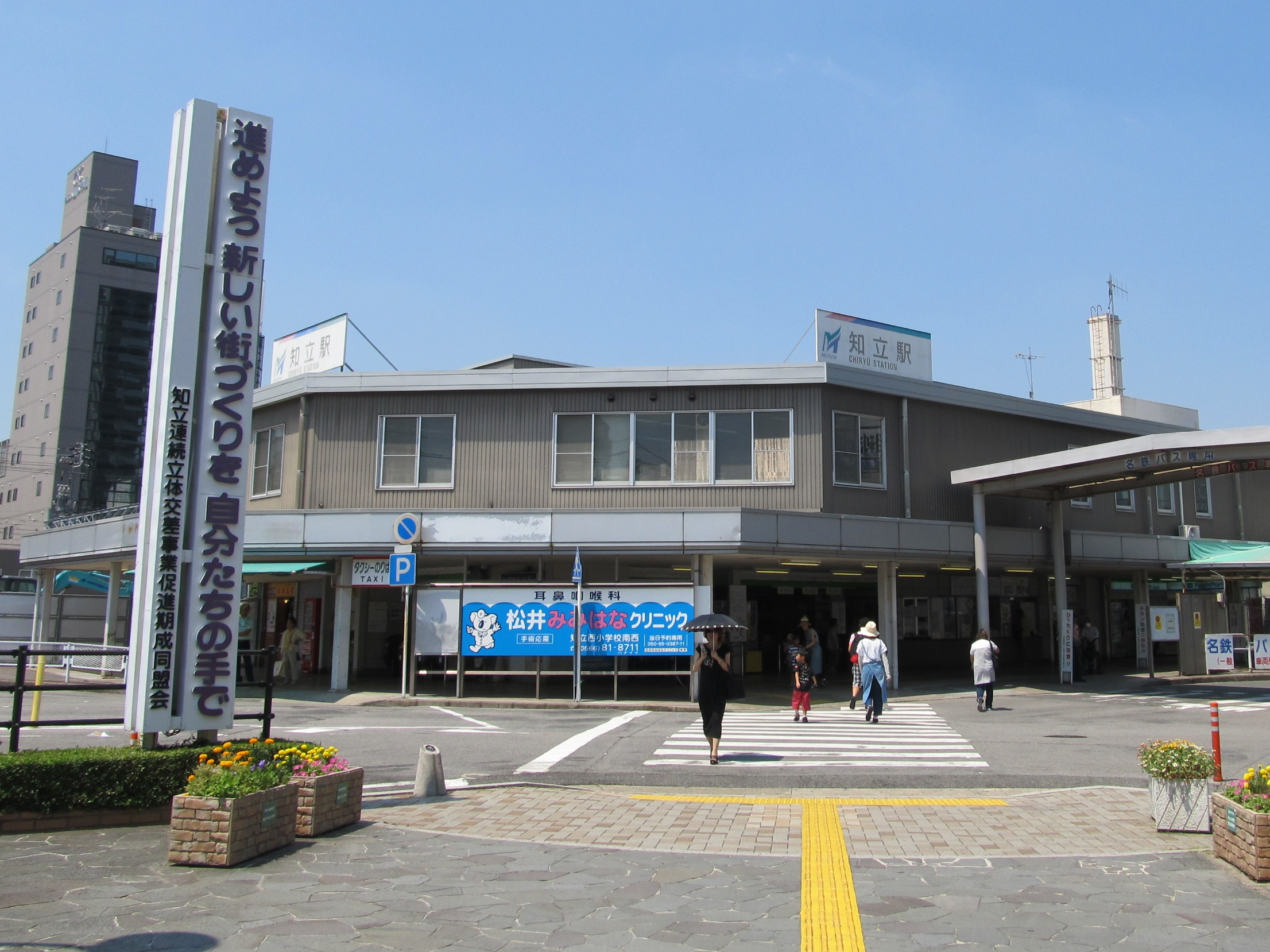
名鉄知立駅

エムズシティ知立 ザ・タワー（エムズシティちりゅう ザ・タワー）は、愛知県知立市栄一丁目の高層マンション（集合住宅）。愛称は公募により「エキタス知立」

## 特徴
名鉄名古屋本線・三河線 知立駅から北に徒歩約1分の場所にある。地上21階・地下1階建て。最頂部は地上約70メートルであり、知立市でもっとも高い建築物である。1階と2階が店舗であり、4階から21階が分譲住宅（マンション）である。2016年（平成28年）8月に着工し、2018年（平成30年）10月に完成、2019年（平成31年）1月に入居開始をした。

## 歴史
名鉄知立駅は知立市の中心駅であり、名古屋本線と三河線が接続する交通の便の良い場所である。しかし知立駅は地上駅であることから慢性的な渋滞が発生しており、駅周辺の土地区画整理事業も遅れていた。
名鉄は2000年（平成12年）度から知立駅付近連続立体交差事業に着手し（2000年（平成12年）度 - 2023年（令和5年）度予定）、知立駅を3階建ての高架駅とする予定である。これに合わせて知立市などは、1999年（平成11年）度から知立駅周辺土地区画整理事業を行い（1999年（平成11年）度 - 2026年（令和8年）度予定）、知立駅前広場の7,200m2への拡張、2,300m2の駅前公園の設置、6,200m2の堀切公園の設置、幅員約30メートルの南北の道路の建設などを計画した。
区画整理事業と一体的に行われる市街地再開発事業の住居部分として、市街地再開発組合などは2013年（平成25年）度から知立駅北地区第一種市街地再開発事業（2013年（平成25年）度 - 2019年（令和元年）度予定）に着手し、その核としてエムズシティ知立 ザ・タワーが建設される。知立駅北地区第一種市街地再開発事業では住宅棟であるザ・タワーのほかに、6階建の駐車場棟、2階建の独立店舗棟が建設された。

## 交通アクセス
- 名鉄名古屋本線・三河線 知立駅から北に徒歩で約1分。